# Cyperus rufostriatus
Cyperus rufostriatus är en halvgräsart som beskrevs av Charles Baron Clarke och Henri Chermezon. Cyperus rufostriatus ingår i släktet papyrusar, och familjen halvgräs. Inga underarter finns listade i Catalogue of Life.